# Steven Bryce
Steven Bryce Valerio, född 16 augusti 1977 i San José, Costa Rica, är en före detta fotbollsspelare.

## Klubbkarriär
Steven Bryce slog igenom i klubben Deportivo Saprissa 1997, vilka han lämnade för seriekonkurrenten Alajuelense 2000. När han lämnade dem för cypriotiska Anorthosis Famagusta hade han vunnit ligan i Costa Rica sex gånger, varav fyra år i rad med Alajuelense.
Efter att ha fått begränsat med speltid i båda Anorthosis Famagusta och senare även OFI Kreta så återvände Bryce till Costa Rica, men till klubben Brujas. Efter sex månader så flyttade han vidare till Honduras där han representerade Marathón och Montagua. I slutet av hans kontrakt med Montagua drabbades Bryce av en skada som höll honom från planen i drygt ett år.
Bryce skrev då på för Alajuelense igen, där han påbörjade sin rehabilitering men gjorde dock ingen match innan klubben släppte honom efter säsongen 2008/2009. Han skrev då på för Universidad de Costa Rica, men spelade bara 14 matcher innan han släpptes på free transfer. I januari 2010 skrev Bryce på ett 1-årskontrakt med Brisbane Roar i australiska A-League. Efter endast fyra matcher för klubben så bröt Bryce sitt kontrakt för att istället avsluta sin karriär.

## Internationell karriär
Sedan debuten för Costa Ricas landslag 1999 gjorde Steven Bryce 72 landskamper och nio mål. Han var även uttagen till VM 2002, där han spelade alla tre matcher och noterades dessutom för två assister, i matcherna mot Brasilien och Turkiet.

## Meriter

### Klubblag
Deportivo Saprissa
- Primera División de Costa Rica: 1998, 1999

Alajuelense
- Primera División de Costa Rica: 2001, 2002, 2003, 2004
- Copa Interclubes UNCAF: 2002
- Concacaf Champions League: 2004

Motagua
- Copa Interclubes UNCAF: 2007

### Landslag
Costa Rica
- Copa Centroamericana: 1999, 2005